# Concord Records
Concord Records è un'etichetta discografica statunitense di proprietà di Concord Music Group con sede a Beverly Hills, in California. Concord Records è stata creata nel 1995 con l'intento di andare oltre Concord Jazz, l'etichetta di base della compagnia. Gli artisti dell'etichetta hanno vinto 14 Grammy Awards e ottenuto 88 nomination ai Grammy.

## Storia dell'etichetta
Nel 1999 Concord Records è stata acquistata da un consorzio guidato da Hal Gaba e dal produttore televisivo Norman Lear. I suoi uffici furono trasferiti da Concord, nella California centrale, a Beverly Hills nel 2002. Nel 2004 Concord ha collaborato con Starbucks per pubblicare Genius Loves Company, album postumo di Ray Charles, che ha vinto otto Grammy Awards, tra cui "album dell'anno".

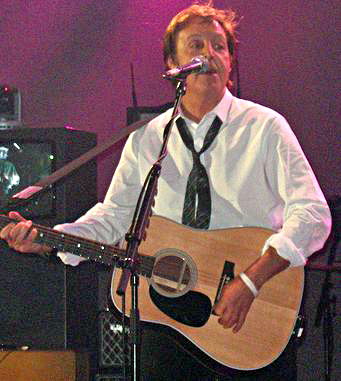
Paul McCartney, tra gli artisti dell'etichetta Concord Records

Nel 2005 Concord Records ha acquistato l'etichetta Telarc Records e la sua controllata Heads Up, in un accordo i cui termini non sono stati divulgati.
Nel 2007 Concord Records ha creato l'etichetta Hear Music in associazione con Starbucks, mettendo sotto contratto artisti come Paul McCartney, Joni Mitchell, e John Mellencamp. Anche se l'anno successivo Starbucks ha cessato di essere un partner attivo, Concord ha continuato l'attività di Hear Music, con l'album Live at the Troubadour di Carole King e James Taylor entrato nella Top 5.
Kenny G ha firmato per Concord all'inizio del 2008; Herb Alpert e Dave Koz nel 2009.
Nel 2010 è stato annunciato che i cataloghi di Paul McCartney e dei Wings sarebbero stati distribuiti globalmente dal Concord Music Group.